# Gérard MacQuillan

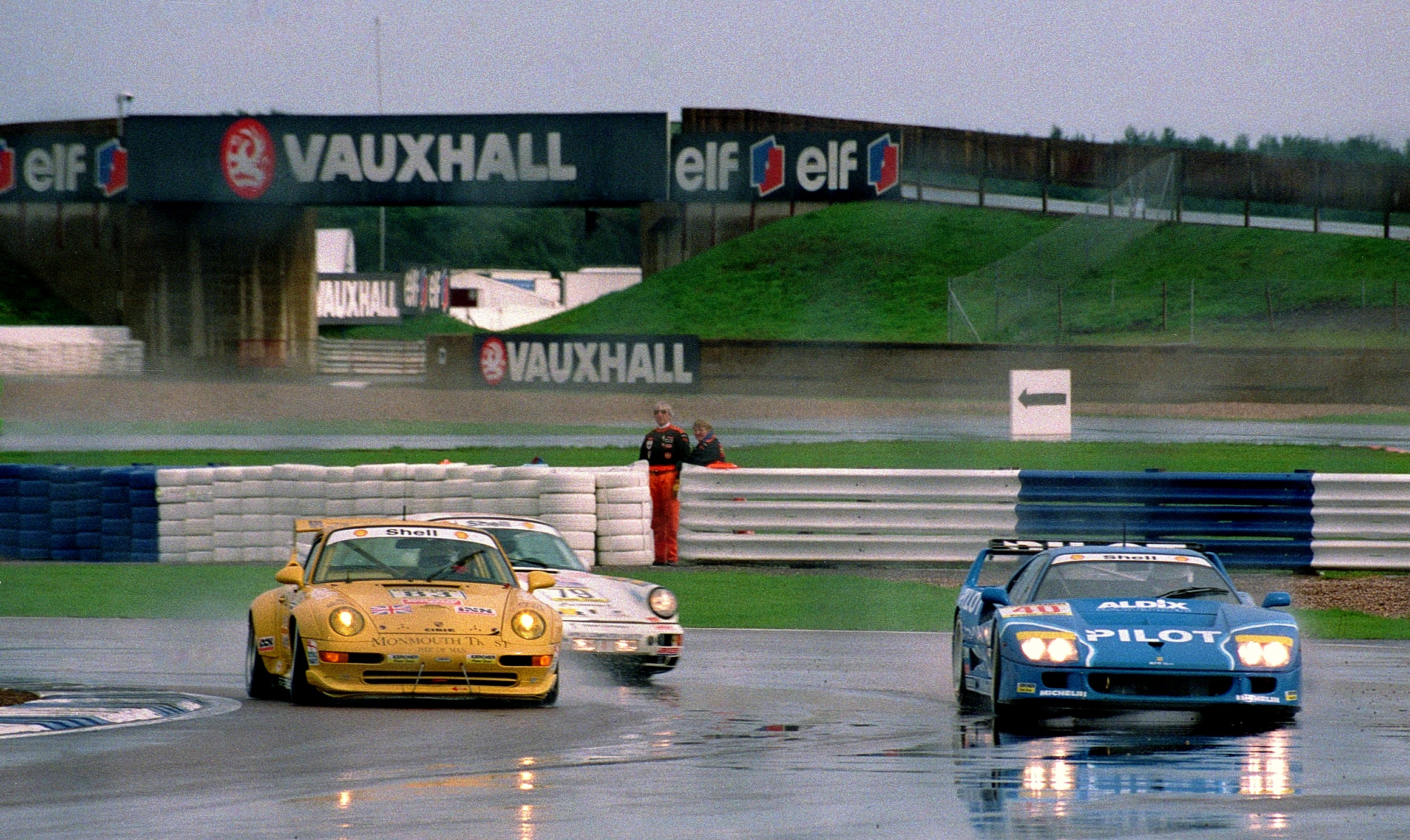
Der von Gérard MacQuillan gefahrene Porsche 993 GT2 (links Startnummer 83) beim 4-Stunden-Rennen von Silverstone 1995

Gérard Felix Bernard MacQuillan (* 11. Dezember 1949 in Douglas) ist ein ehemaliger britischer Autorennfahrer und Unternehmer.

## Unternehmer
Gérard MacQuillan war als Finanzinvestor tätig. Sein 2003 in Belfast gegründetes Unternehmen Gérard MacQuillan Concrats Ltd.  ging 2017 in Insolvenz.

## Karriere als Rennfahrer
Gérard MacQuillan war einige Jahre als GT-Pilot aktiv. Er fuhr in der britischen GT-Meisterschaft und der Thundersports-Serie. 1995 war er Partner von Richard Jones und Nick Adams beim 24-Stunden-Rennen von Le Mans. Das Trio erreichte auf einem Porsche 911 GT2 den 17. Rang im Schlussklassement.

## Statistik

### Le-Mans-Ergebnisse
| Jahr | Team          | Fahrzeug        | Teamkollege   | Teamkollege | Platzierung | Ausfallgrund |
| ---- | ------------- | --------------- | ------------- | ----------- | ----------- | ------------ |
| 1995 | Richard Jones | Porsche 911 GT2 | Richard Jones | Nick Adams  | Rang 17     |              |